# Liang Qichao

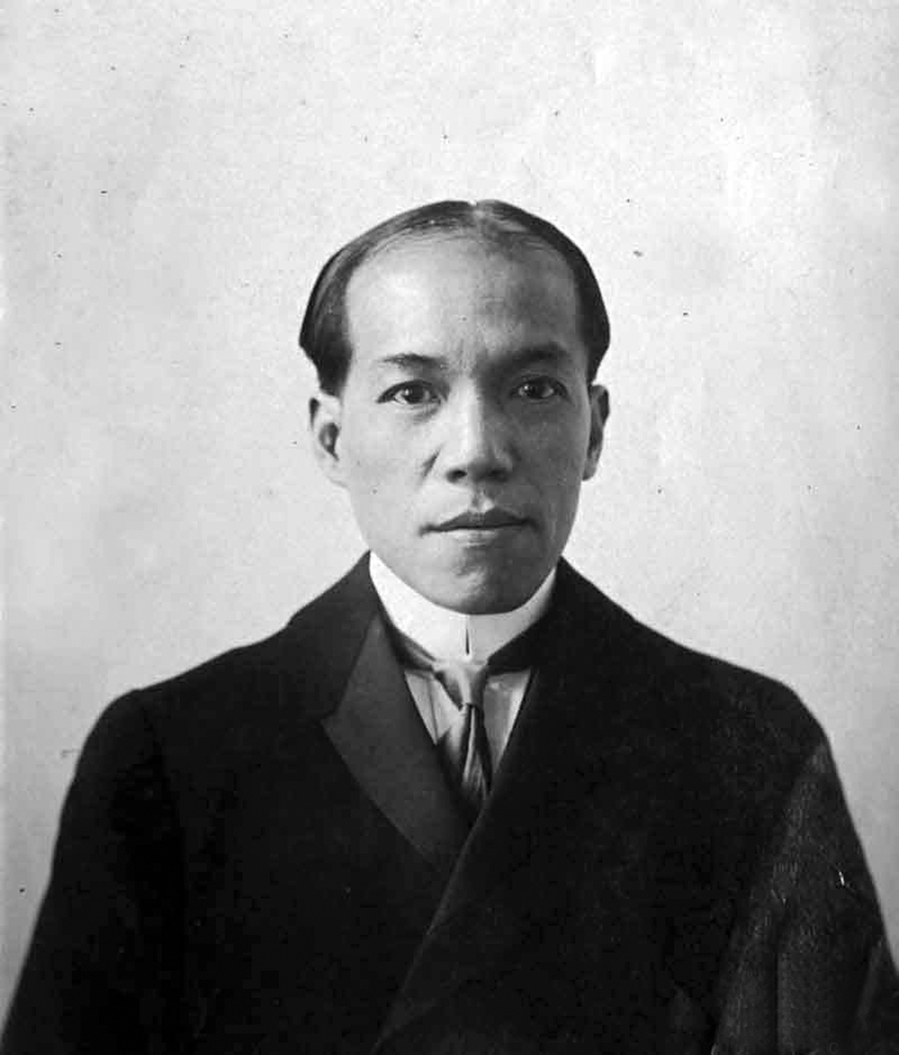
Der junge Liang Qichao

Liang Qichao (Liáng Qǐchāo; chinesisch 梁啟超; Volljährigkeitsname Zhuórú 卓如; Pseudonym Réngōng 任公; * 23. Februar 1873 in Xinhui, Guangdong; † 19. Januar 1929 in Peking) war ein chinesischer Gelehrter, Journalist, Philosoph und Reformer während der Qing-Dynastie, der einer neuen Generation Intellektueller angehörte, die sich nach dem Opiumkrieg gebildet hatte, und der andere chinesische Gelehrte mit seinen Verbesserungsbewegungen inspirierte.

## Kurzbiographie
Am 23. Februar 1873 wurde Liang Qichao in einem kleinen Dorf in Xinhui (新會) in der Provinz Guangdong geboren.
Als Sohn eines Bauern wäre ihm Bildung normalerweise versagt geblieben, doch sein Vater Liang Baoying (梁寶瑛, Volljährigkeitsname Lianjian 蓮澗) unterrichtete ihn ab dem sechsten Lebensjahr, so gut er konnte, und führte ihn in verschiedene literarische Werke ein.
Liang war zwei Mal verheiratet, mit Li Huixian (李惠仙) und Wang Guiquan (王桂荃). Aus den Ehen stammten neun Kinder, die allesamt erfolgreich wurden. Drei seiner Kinder gehörten später zum wissenschaftlichen Personal der chinesischen Akademie der Naturwissenschaften.

## Frühes Leben
Im Alter von 11 Jahren bestand Liang das Xiucai (秀才), eine im Niveau niedrige Abschlussprüfung, und lud 1884 dann die beschwerliche Aufgabe auf sich, für das traditionelle staatliche Examen zu lernen. Mit 16 Jahren bestand er dann das Juren (舉人), eine etwas weiterentwickelte Abschlussprüfung, und war damit der jüngste erfolgreiche Teilnehmer dieser Zeit.
1890 brach er dann aber mit dem traditionellen Bildungsweg, fiel durch sein Jinshi (進士), die nationale Abschlussprüfung in Peking, und erreichte niemals mehr einen höheren Abschluss.
Er ließ sich von dem Buch Information About The Globe (瀛環志略) inspirieren und entwickelte ein großes Interesse an westlichen Ideologien. Nachdem er wieder aus Peking in seine Heimat zurückgekehrt war, begann er als Schüler von Kang Youwei, einem berühmten Gelehrten und Reformist, der am Wanmu Caotang (萬木草堂) lehrte, zu forschen und zu studieren. Die Lehren seines Lehrmeisters über ausländische Angelegenheiten verstärkten Liangs Interesse, China zu reformieren.
Mit Kang ging Liang 1895 wieder nach Peking um die Landesabschlussprüfung nachzuholen, doch fiel er ein zweites Mal durch. Trotzdem blieb er danach in Peking und half Kang Domestic and Foreign Information zu verbreiten. Außerdem half er, die Gesellschaft für nationale Verstärkung (強學會) zu organisieren, bei der er dann als Sekretär diente.

## Die Reformen von 1898
Als Verfechter der konstitutionellen Monarchie war Liang nicht zufrieden mit der Regierungsweise der Qing-Herrschaft und wollte den aktuellen Stand in China ändern. So initiierte er mit Kang Youwei (康有為, 1858–1927) Reformen. Sie verfassten eine Eingabe an den Thron, die Kaiser Guangxu (光緒帝, 1871–1908, regierte von 1875–1908) aufgriff und in ein Reformprogramm münden ließ. Diese Bewegung ist als Wuxu-Reform oder die Hundert-Tage-Reform bekannt.
Sie waren der Ansicht, dass China Selbststärkung brauche, und riefen zu vielen geistigen und institutionellen Veränderungen auf, darunter auch Bekämpfung der Korruption und Umbau des staatlichen Prüfungs- bzw. Aufbau eines nationalen Bildungssystems.
Durch den Reformeifer Guangxus wurde der Widerstand konservativer Kräfte geweckt, und auch Liang (der gar nicht in exponierter Stellung tätig war, sondern nur einen mittleren Beamtenrang bekleidete) sollte auf Anordnung der Tante des Guangxu-Kaisers Cixi (慈禧太后, 1835–1908), die Führerin der politisch konservativen Partei war und später wieder Regentin wurde, verhaftet werden. Liang konnte den Häschern der Cixi entfliehen. Ihre Machtbasis war durch Guangxus Hundert-Tage-Reform bedroht und sie empfand sie als zu radikal. Erst Anfang des 20. Jahrhunderts setzte Cixi ihrerseits ein Reformprogramm in Gang, das viele der Veränderungen umsetzen wollte, die sie zuvor noch abgewürgt hatte.
Der Konservative Putsch beendete 1898 alle Reformen und Liang wurde nach Japan ins Exil verbannt, wo er die nächsten 14 Jahre seines Lebens verbrachte. Doch ließ er sich dadurch nicht davon abhalten, Demokratie und Reformen aktiv zu verteidigen und benutzte seine Niederschriften dazu, den Rückhalt für die Reformatoren zu stärken, was bei Chinesen in Übersee, aber auch bei der eigenen Regierung auf offene Ohren stieß.
1899 reiste Liang nach Kanada, wo er unter anderem Dr. Sun Yat-sen traf, und führte seine Reise über Honolulu und Hawaii fort. Während der „Boxer-Revolution“ hielt sich Liang in Kanada auf, was er dazu nutzte, um „Gesellschaft zur Rettung des Kaisers“ (保皇會) zu formulieren.
Von 1900 bis 1901 besuchte Liang Australien in Form einer 6-monatigen Tour, die als Ziel hatte, mehr Befürworter für eine Kampagne zu finden, die das chinesische Reich auf einen modernen Stand bringen sollte, indem China die besten der westlichen Technologien, deren Industrie und Staatssystem annehme.
1903 machte Liang dann eine 8 Monate dauernde Lektorenreise durch die USA, bei der auch ein Treffen mit Präsident Theodore Roosevelt in Washington, D.C. vorgesehen war. Er kehrte danach über Vancouver, Kanada, wieder nach Japan zurück.

## Ansprüche an den Journalismus

### Als Journalist
Liang wurde von Lin Yutang (林語堂) einmal als „die größte Persönlichkeit der Geschichte des chinesischen Journalismus“ bezeichnet, während Joseph Levenson, Autor von Liang Ch’i-ch’ao and the Mind of Modern China, Liang als brillanten Gelehrten, Journalisten und politische Figur beschrieb.
Liang Qichao war der „einflussreichste Gelehrte und Journalist der Jahrhundertwende“, gemäß Levenson. Liang zeigte, dass Zeitungen und Magazine als ein effektives Medium zur Kommunikation politischer Ideen eingesetzt werden können.
Liang, als Historiker und Journalist gesehen, glaubte, und verkündete diese Ansicht auch öffentlich, dass diese beiden Berufe denselben Zweck und moralisches Engagement haben müssen. „Durch Untersuchung der Vergangenheit und Offenbarung der Zukunft werde ich den Menschen der Nation den Pfad des Fortschritts zeigen.“ Daraufhin gründete er dann seine erste Zeitung Qingyi Bao (清議報), die den Namen einer Studentenbewegung der Han-Dynastie trug.
Das Exil in Japan ermöglichte es Liang, frei zu sprechen und seine intellektuelle Autonomie auszuüben. Im Laufe seiner Karriere im Journalismus schuf er erste Zeitungen, wie Zhongwai Gongbao (中外公報) und Shiwu Bao (時務報). Außerdem veröffentlichte er seine moralischen und politischen Ideen in Qingyi Bao (清議報) und Der neue Bürger (新民叢報).
Darüber hinaus verbreitete er seine Ansichten über Republikanismus durch seine literarischen Werke in China und der ganzen Welt. Dadurch wurde er ein einflussreicher Journalist in Teilbereichen politischer und kultureller Aspekte und begann, neue Formen periodischer Journale zu verfassen. So wurde der Journalismus Liangs Vehikel, um seinen Patriotismus auszudrücken.

### Bekennen zu den Prinzipien des Journalismus
Eine Möglichkeit, Liangs journalistische Arbeiten ins Rampenlicht zu setzen, besteht darin, zu überlegen, ob seine Werke die Elemente des Journalismus enthalten, so wie im Buch von Bill Kovach und Tom Rosenstiel The Elements of Journalism beschrieben wird. Obwohl es erst 72 Jahre nach Liangs Tod veröffentlicht wurde, ist dieses Buch trotzdem ein hilfreiches Werkzeug bei der Frage, welcher Art von Journalisten Liang angehört, denn, so steht es in der Einführung des Buches, bestehen immer noch die gleichen Hauptnachrichtenwerte wie zu dieser Zeit.

### »Des Journalismus erste Verpflichtung ist die Wahrheit«
Die Art der Wahrheit, der Liang sich verschrieb, seinen Lesern näher zu bringen, war mehr ideologisch als faktisch. So war sein Magazin »New Citizen«, bei dem Liang als Chefredakteur tätig war, eine der ersten Veröffentlichungen dieser Art. Anstatt einfacher Reportagen brachte Liang relevante neue Ideen und Erkenntnisse ein und verbreitete in seinen Zeitungen seine Sicht von Demokratie, Republikanismus und Herrschaft in seiner Leserschaft sowohl in China als auch in Übersee. Für die meisten seiner Leser waren seine Ideen ganz neu. Und obwohl Demokratie und Republikanismus im konventionellen Sinne des Wortes keine Wahrheiten sind, waren sie nach Liangs Überzeugung das beste System, um China zu regieren. Sein Bekenntnis dazu, indem er diese Ideen den Bürgern näher brachte, erklärt, warum Liangs Arbeit das erste Element des Journalismus beinhaltet.

### »Die erste Loyalität des Journalismus gehört den Bürgern«
Liang stellte die Behauptung auf, dass eine Zeitung »der Spiegel der Gesellschaft«, »der Lebensunterhalt der Gegenwart« und »die Beleuchtung der Zukunft« ist. Er kategorisierte Zeitungen durch vier Typen:
- die Zeitung eines Einzelnen,
- Zeitung einer Partei,
- Zeitung einer Nation und
- Zeitung der Welt.

Letztendlich war es sein Ziel, eine Zeitung für die Welt zu produzieren, und er sagte, dass »eine Zeitung der Welt den Interessen der Humanität diene«.
In seinem Manifest Der neue Bürger kann man erkennen, dass Liang ein Verteidiger der Demokratie und des Republikanismus war. Im Mittelpunkt seiner Veröffentlichungen stand die Unterrichtung seiner Leser über die Ermächtigung der Bürger durch seine politischen Ideen. Seine Schriften und Arbeiten hatten ein großes Auditorium und halfen, die Leser in Ideen auszubilden, welche diese nicht selbst entdecken konnten. Es sprach viel dafür, dass Liang dazu strebte, den Bürgern Informationen zu vermitteln, die sie brauchten, um frei zu sein und sich selbst zu regieren, was genau das ist, was Kovach und Rosenstiel als die erste Absicht des Journalismus nannten.

### »Seine Praktiker müssen Unabhängigkeit von ihren Veröffentlichungen behalten«
Einst deklarierte Liang: »Wie großartig ist die Macht der Zeitung. Und wie schwerwiegend ist die Pflicht der Zeitung!« So glaubte Liang auch, dass die Freiheit des Gewissens, die Freiheit des Ausdrucks und die Freiheit der Presse die Mutter aller Zivilisation wären.
Liang wurde ins Exil nach Japan geschickt, da er während der WuXu-Reform sehr kritisch gegenüber der Qing-Dynastie war. Trotzdem ließ er sich nicht davon abhalten, weitere Artikel und Essays zu schreiben, welche politischen Veränderungen China brauche. Er hielt dem politischen Druck stand und hielt immer noch gegen die Qing-Dynastie, weshalb er das japanische Exil der literarischen und politischen Unfreiheit in China vorzog. Durch sein Exil blieb Liang unabhängig von der Qing-Regierung, über die er oft schrieb. Genau diese Unabhängigkeit von denen, die ihn zu unterdrücken versuchten, etwa die Kaisertante Cixi, erlaubte ihm den freien Ausdruck seiner Ansichten und Ideen über die politische Situation in China.

## Das JournalDen Bürger erneuern(Xinmin Congbao新民叢報)
Liang produzierte ein Journal mit Namen Den Bürger erneuern (Xinmin Congbao 新民叢報), das alle vierzehn Tage erschien und eine enorme Verbreitung fand. Es wurde zum ersten Mal in Yokohama, Japan am 8. Februar 1902 veröffentlicht.
Das Journal beinhaltete viele verschiedene Themen, so auch Politik, Religion, Gesetz, Haushalt und Ökonomie, Business, Geographie und aktuelle und internationale Angelegenheiten. In diesem Journal wurden von Liang viele chinesische Äquivalente zu »Niemals-gehört-Theorien« oder »-Ausdrücken« geprägt und er nutzte das Magazin dazu, die Volksmeinung auch den entfernten Lesern zukommen zu lassen. Liang hoffte, dass durch die Nachrichten, Analysen und Essays New Citizen ein neuer Abschnitt in der chinesischen Zeitungsgeschichte beginnen könne.
Ein Jahr später erkannten Liang und seine Mitarbeiter eine Änderung in der Zeitungsindustrie und bemerkten, dass »seit der Einführung unseres Journals von fünf Jahren fast zehn weitere separate Journale mit demselben Stil und Design erschienen.«
Als Chefredakteur des Magazins New Citizen konnte Liang seine Niederschriften verbreiten. Fünf Jahre lang wurde das Journal ungehindert publiziert und endete erst 1907 nach 96 Heften. Zu diesem Zeitpunkt wurde die Leserschaft auf eine Zahl von 200.000 geschätzt.

## Die Rolle der Zeitung
Liang glaubte, als einer der Wegbereiter des chinesischen Journalismus dieser Zeit, an die Kraft und Macht der Zeitung, vor allem an den Einfluss auf die Regierungspolitik.
Benutzung der Zeitung, um politische Ideen zu vermitteln:
Liang bemerkte die Wichtigkeit der sozialen Rolle des Journalismus und entwickelte vor der „Vierter-Mai-Bewegung“ (auch als „Neue-Kultur-Bewegung“ bekannt) die Idee einer starken Beziehung zwischen Politik und Journalismus. Er glaubte, dass Zeitungen und Magazine als erforderliches und effektives Werkzeug der Vermittlung politischer Ideen dienen sollten. Außerdem war er der Meinung, dass Zeitungen nicht nur als Protokoll der Geschichte handeln sollten, sondern dass sie auch den Verlauf der Geschichte mitformen können.
Presse als eine Waffe in der Revolution:
So dachte Liang auch, dass die Presse eine effektive Waffe im Bedienen des nationalen Aufstands sei. Nach Liangs Worten ist die Zeitung „eine Revolution der Tinte, keine Revolution des Blutes.“ Weiter schrieb er, dass „die Zeitung der Regierung ihren Weg empfehle, wie ein Vater oder älterer Bruder es seinem Sohn oder jüngeren Bruder tue – lehrt ihn, wenn er es nicht versteht und rügt ihn, wenn er etwas falsch macht.“ Unzweifelhaft hat seine Unternehmung, einen schnell wachsenden und hoch wettbewerbsfähigen Pressemarkt zu vereinen und zu dominieren, den Ton angegeben, auch für die erste Generation der Zeitungshistoriker der „Vierter-Mai-Bewegung“.
Die Zeitung als ein Erziehungsprogramm:
Es war Liangs Überzeugung, dass die Zeitung als ein „Erziehungsprogramm“ dienen könne, und so sagte er, dass er „alle Gedanken und Ausdrücke der Nation sammele und sie den Bürgern systematisch vorführe, irrelevant ob diese wichtig oder nicht, präzise oder nicht, radikal oder nicht wären.“ Deshalb könne die Presse alles beinhalten, abweisen und produzieren, aber genauso zerstören.
Liang schrieb zum Beispiel während seiner radikalsten Phase einen sehr bekannten Essay mit dem Titel Das Junge China und veröffentlichte ihn in seinem Magazin Qing Yi Bao (清議報) am 2. Februar 1900. Durch dieses Essay wurde das Konzept des Einheitsstaates etabliert und darin wurde argumentiert, dass die jungen Revolutionäre die Zukunftshalter Chinas seien. Dieses Essay war sehr einflussreich auf die chinesische politische Kultur während der „Vierter-Mai-Revolution“ im Jahre 1920.
Labile Presse:
Liang war überzeugt, dass der Presse seiner Zeit eine beträchtliche Labilität zu Eigen sei, und zwar nicht nur wegen des Mangels an finanziellen Ressourcen und konventionellen gesellschaftlichen Vorurteilen, sondern auch wegen der sozialen Atmosphäre, die nicht für das Anwerben neuer Leser sprach. Außerdem gab es einen Mangel an Straßen und Verkehrswegen, was es zusätzlich erschwerte, Zeitungen auszutragen.
Liang machte die Feststellung, dass die gängige Zeitung nicht mehr als eine Masse an Grunderzeugnissen Sei und dass diese Zeitungen nicht den geringsten Einfluss auf die Nation als Gesellschaft hätten, was er scharf kritisierte.

## Literarische Karriere

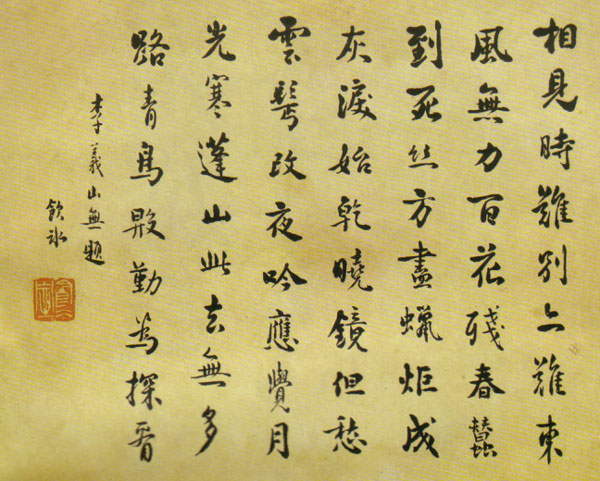
Kalligrafie Liangs

Liang war nicht nur ein traditioneller konfuzianistischer Gelehrter, sondern auch ein Reformer. Er trug zur Reform im späten Qing bei, indem er in verschiedenen Artikeln nicht-chinesische Ideen der Geschichte und der Staatsregierung dahingehend zu interpretieren versuchte, die chinesischen Gewissen der Bürger zu stimulieren und ein neues China aufzubauen. So argumentierte er in seinen Schriften, dass China zwar die alten Lehren des Konfuzius schützen solle, aber auch aus dem Erfolg des westlichen politischen Lebens lernen und nicht einfach nur westliche Technologien übernehmen solle. Deshalb wurde er als Pionier der politischen Reibereien angesehen.
Liang formte die Idee der Demokratie in China und verwendete seine Schriften als Medium zur Verbindung von westlichen Wissenschaftsmethoden und traditionellen Geschichtsstudien. Seine Arbeit wurde vom japanischen Politikgelehrten Katō Hiroyuki (加藤弘之, 1836–1916) stark beeinflusst, der Methoden des Sozialdarwinismus nutzte, um die Statistenideologie in der japanischen Gesellschaft zu fordern.
Liang zeichnete sich durch viele seiner Arbeiten und nachreichenden Einfluss auf die koreanischen Nationalisten im 19. Jahrhundert aus.

## 1911–1927: Politiker und Gelehrter
Mit seinen Schriften hatte Liang Qichao nicht unwesentlich dazu beigetragen, dass sich Gedanken wie Volkssouveränität (minquan) oder Nation (minzu) in China verbreiteten. Er selbst hatte somit die Generation der Revolutionäre herangebildet. Als schließlich die Revolution ausbrach, stand er ihr anfangs skeptisch gegenüber, arrangierte sich dann aber schnell.
Wegen seines großen Renommees bemühten sich verschiedene Gruppen um seine Unterstützung. Liang gründete selbst mehrere Parteien, ließ sich aber auch von Yuan Shikai auf seine Seite ziehen, was ihn laut Meng Qiangcai, seinem festländisch-chinesischen Biographen, zu einem „Dienstmädchen“ machte. Liang versprach sich von Yuan eine „aufgeklärte Diktatur“ (kaiming zhuanzhi), die eine Modernisierung Chinas verwirklichen sollte.
Yuan Shikai hatte daran aber kein primäres Interesse, sondern beabsichtigte, sich zum Kaiser zu erheben (ironischerweise unter der Regierungsdevise „Hongxian“, d. h. Erhabene Verfassung). Als Liang die Absichten Yans bemerkte, gab er seine Unterstützung sofort auf und wirkte fortan zugunsten der oppositionellen Republikaner in Südchina.
Yuan Shikais Tod machte dem Spuk ein Ende, war aber gleichzeitig das Signal der Periode der Warlords, die China in einzelne Einflusszonen unterteilten, in denen sie schalteten und walteten. Liang enthielt sich der Politik, engagierte sich aber für eine Kriegserklärung an das Deutsche Reich und somit für einen Eintritt in den Ersten Weltkrieg, was ihm 1917 auch gelang. In China waren damit große Hoffnungen verbunden, wenigstens einige der „Ungleichen Verträge“ aufheben lassen zu können. Die Westmächte hatten allerdings schon Geheimverträge mit Japan geschlossen, in denen sie die ehemals deutschen Privilegien (in Qingdao/Tsingtau und in der Provinz Shandong) an es weitergaben.
Liang trug durch ein Telegramm, in dem er diese Nachricht nach China übermittelte, mit zum Ausbruch der Vierten-Mai-Bewegung bei. Das Telegramm wurde veröffentlicht, was die Studentenproteste ins Laufen brachte.
Europareise 1919–1920
Liang nahm als inoffizieller Delegierter an den Friedensverhandlungen in Versailles teil. Dort wurde ihm bewusst, wie um Länder und Menschen regelrecht geschachert wurde. In seinen Eindrücken einer Europareise, nach seiner Rückkehr 1920 veröffentlicht, zeichnet er ein düsteres Bild Europas und plädiert gleichzeitig für eine bewusste Verschmelzung östlicher personalisierter Ethik und westlicher Wissenschaft und Gründlichkeit. Hier präsentiert er die alten Ideen des konfuzianischen Klassikers Daxue („Große Lehre“) in einem modern anmutenden Gewand.
Nach seiner Rückkehr aus Europa geht Liang fast ausschließlich akademischen Beschäftigungen nach. Er lehrt u. a. an der Nankai-Universität in Tianjin.
Wissenschaft und Metaphysik (1923)
Ein letztes Mal noch schaltet sich Liang Qichao in eine aktuelle Debatte ein: die Debatte um „Wissenschaft und Metaphysik“ (科學與玄學, kexue yu xuanxue) von 1923. Diese wurde geprägt von zwei seiner Schüler, die drei Jahre zuvor gemeinsam mit ihm nach Europa gereist waren: Zhang Junmai (alias Zhang Jiasen, alias Carsun Chang, 1887–1969) und Ding Wenjiang. Darin ging es um die Frage, wieweit und ob überhaupt Wissenschaft eine Lebensanschauung sein könne. Liang betrachtete sich als „neutral“, er warf den beiden Hauptkonkurrenten vor, nicht genau genug argumentiert zu haben, vertrat aber letztlich die Position, dass das Leben zwar sehr von Wissenschaft bestimmt sei, sie könne aber nur die rationalen Aspekte des Seins erklären, aber nicht die irrationalen, wie z. B. Liebe. „Wo das Leben den Aspekten der Vernunft (lizhi) unterliegt, kann man es mit wissenschaftlichen Methoden erklären. Was die emotionale Seite betrifft, geht das Leben absolut über die Wissenschaft hinaus“, schreibt er in seinem Beitrag Lebensanschauung und Wissenschaft (人生觀與科學, Renshengguan yu kexue).
Tod

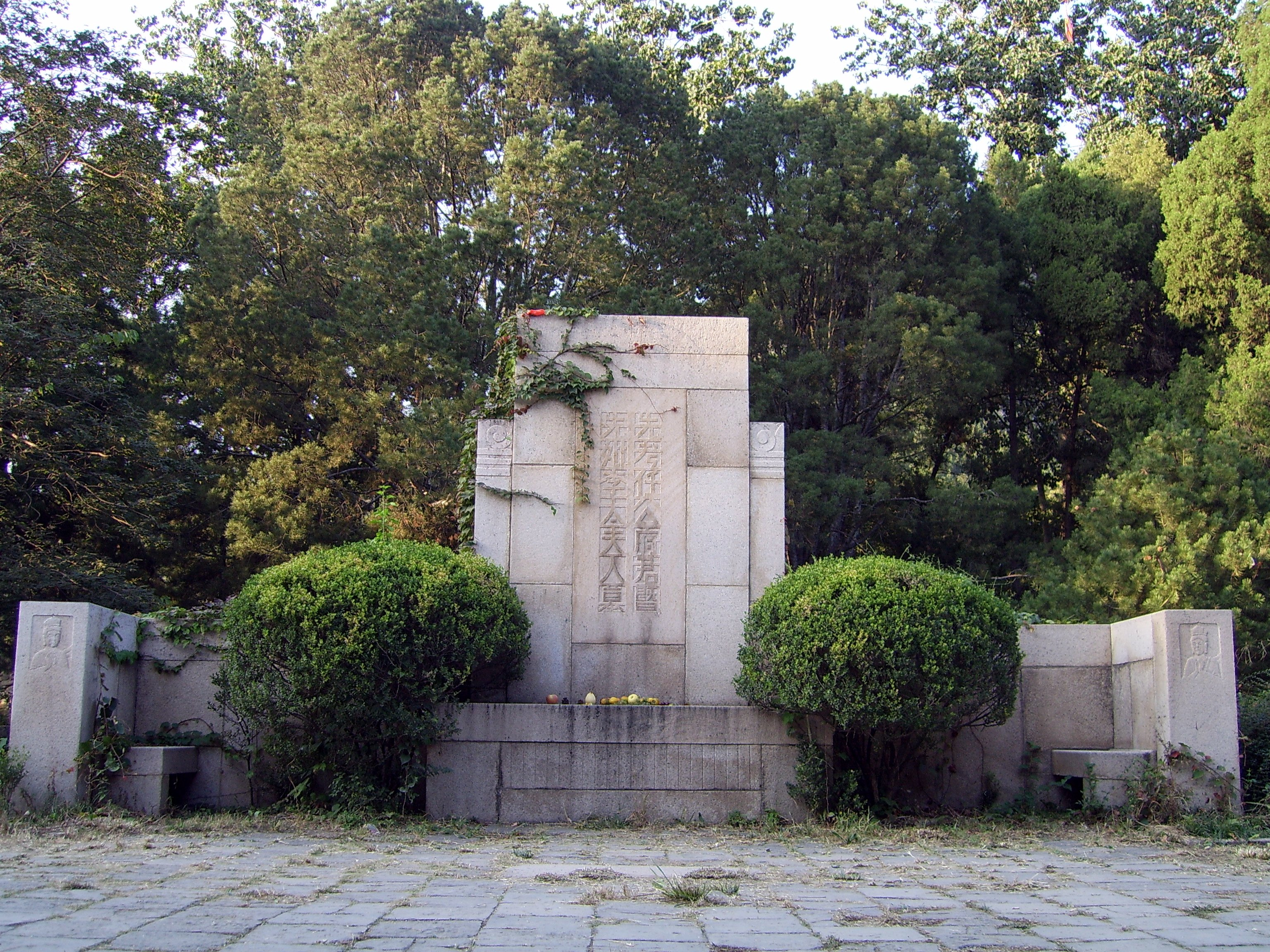
Das Grab Liang Qichaos im Botanischen Garten in Peking

Die späten Lebensjahre Liangs waren wegen eines Nierenleidens nicht angenehm. Mehrfach zwischen 1926 und 1928 musste er ins Krankenhaus. 1927 musste er Kang Youwei, von dem er sich geistig längst getrennt, den er aber immer als seinen Lehrer verstanden hatte, das letzte Geleit geben. Am 19. Januar 1929 starb Liang im Union Medical College Hospital (協和醫院, Xiehe Yiyuan) in Peking.

### Historiografische Gedanken
Liang Qichaos historiographische Gedanken repräsentieren den Beginn der modernen chinesischen Historiographie und verdeutlichen einige wichtige Richtungen der chinesischen Historiographie im 20. Jahrhundert.
Der Hauptfehler „alter Geschichtler“ (舊史家) war für Liang das Fehlen einer Forderung nach nationalem Bewusstsein als Voraussetzung für eine starke und moderne Nation. Sein Aufruf zu einer neuen Geschichtsschreibung ging über eine neue Orientierung historischer Schriften in China hinaus, denn es wurde auch ein Aufstieg eines modernen geschichtlichen Bewusstseins unter chinesischen Intellektuellen erkennbar.
Auch das Volk fing an, sich trotz Kämpfen und Parteiunterschieden eine eigene Meinung zu bilden, die Liang in zwei Kernthesen zusammenfasste:
1. Niemand, der kein Chinese ist, hat das Recht, sich in chinesische Angelegenheiten einzumischen.
2. Jeder, der Chinese ist, hat das Recht, sich in chinesische Angelegenheiten einzumischen.

Weiter sagte er, dass der erste Satz den Geist des nationalen Staates, der zweite aber den Geist der Republik anspreche.
Während des Ersten Chinesisch-japanischen Kriegs (1894–95) nahm Liang an Protesten in Peking für mehr Bürgerbeteiligung an der Regierung teil. Dieser Protest war der erste seiner Art in der Geschichte Chinas. So zeigte außerdem die historiographische Revolution (史學革命), von Liang Qichao im frühen zwanzigsten Jahrhundert eingeführt, die wechselnde Anschauung der Tradition.
Vom Scheitern seiner Reformen frustriert, ließ sich Liang auf eine kulturelle Reform ein. 1902, während er im Exil in Japan war, schrieb Liang New History (新史學), eine Schrift, mit der er die traditionelle Historiographie angriff.

### Übersetzer
Liang war Kopf eines Übersetzungsbüros und überwachte die Ausbildung von Studenten, die lernten, westliche Arbeiten ins Chinesische zu übersetzen. So glaubte er, dass diese Aufgabe die essentiellste aller essentiellen Unternehmen zur Ausführung bereitstände, denn er war außerdem der Meinung, dass westliche Menschen erfolgreich wären – sowohl politisch als auch technologisch und ökonomisch.
Liang konnte allerdings keine Fremdsprachen sprechen, sondern lediglich etwas Japanisch lesen.
Philosophische Arbeiten:
Nach der Rettung aus Peking und der Razzia der Regierung gegen die Anti-Qing-Protestanten studierte Liang die Arbeiten westlicher Philosophen der Aufklärungszeit, wie z. B. Hobbes, Rousseau, Locke, Hume und Bentham, die er in seinen Zeitungen und Zeitschriften wiedergab und kommentierte. Damit steht er in der Tradition Yan Fus (mit dem Liang befreundet war), der die wichtigsten dieser Werke in chinesischen Übersetzungen bekannt machte, sie dabei allerdings selten wörtlich übertrug, sondern Thesen aus den jeweiligen Werken übernahm und mit seiner eigenen Interpretation versah.
Liangs Essays wurden in einer Vielzahl von Zeitschriften und Zeitungen veröffentlicht (die er selbst herausgab), und es war ein Interesse unter chinesischen Intellektuellen sichtbar, wodurch eine neue geistige Blüte und Vielfalt entstand.
Westliche soziale und politische Theorien:
Liang spielte im frühen 20. Jahrhundert über die Grenzen Chinas hinaus eine signifikante Rolle bei der Einführung westlicher sozialer und politischer Theorien sowie des Sozialdarwinismus und des Internationalen Rechts (Völkerrecht), z. B. in Korea. Liang schrieb in seinem sehr bekannten Manifest Der neue Bürger (新民說):
Freiheit meint Freiheit der Gruppe, nicht Freiheit eines Einzelnen. (…) Männer dürfen keine Sklaven anderer Männer sein, aber sie müssen Sklaven ihrer Gruppe sein. So werden sie, falls sie nicht Sklaven ihrer eigenen Gruppe sind, Sklaven einer anderen sein.

### Dichter und Romanschreiber

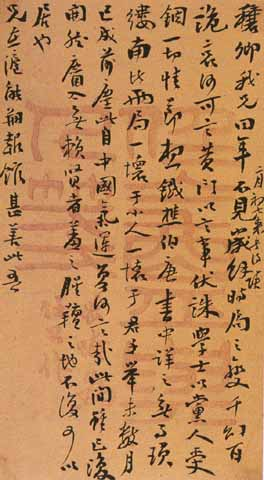
Von Liang geschriebene Kalligrafie

Liang verwaltete die Reform in den beiden Genres Gedicht und Roman. Yinbingshi Heji 《飲冰室合集》(Gesammelte Werke aus der Kammer des Eistrinkers) sind repräsentative literarische Arbeiten, die in 148 Ausgaben gesammelt und bearbeitet sind.
Die Idee, sein Werk Gesammelte Werke aus der Kammer des Eistrinkers zu nennen, bekam er von einem Satz in einer von Zhuangzi (《莊子•人間世》) geschriebenen Passage, in der es heißt: "Obwohl ich unter dem Gram und Kühle wegen Gründen meiner Involvierung in die Politik leide, ist mein Herz noch warm und begierig meine Arbeit fortzuführen." (“吾朝受命而夕飲冰，我其內熱與”) Als Resultat nannte Liang seinen Arbeitsplatz Yinbingshi und beschrieb sich selbst als Yinbingshi Zhuren (飲冰室主人), was buchstäblich als „Hausherr der Kammer des Eistrinkers“ zu verstehen ist. Dadurch zeigte er seine Idee, dass er sich über alle politischen Angelegenheiten ärgere, aber dennoch oder sogar deshalb sein bestes versuchen werde, die Gesellschaft durch die Anstrengung des Schreibens zu reformieren.
Dazu schrieb Liang auch Fiktionen, wie Flüchtend nach Japan nach dem Ausfall der „Hundert-Tage-Reform“ (1898) oder Über die Beziehung zwischen Fiktion und der Verwaltung der Menschen (論小說與群治之關係, 1902). Diese Romane hoben die Moderne des Westens hervor und riefen zur Reform auf.

### Lehrender
Liang trat in den späten 1920ern von der Politik und dem Lehren an der Tung-nan Universität in Shanghai und als Tutor an der Tsinghua-Universität in Peking zurück. Er gründete Jiangxue She (Chinese Lecture Association) und brachte neben Driesch und Tagore viele intellektuelle Menschen nach China. Akademisch gesehen war er ein renommierter Gelehrter dieser Zeit, der westliches Lernen und Ideologien einführte, aber auch ausführliche Studien über die alte chinesische Kultur machte.
So schrieb er während des letzten Jahrzehntes seines Lebens auch viele Bücher, die chinesische Kulturgeschichte, chinesische Literaturgeschichte und Historiographie dokumentieren. Außerdem hatte er ein starkes Interesse am Buddhismus und schrieb zahlreiche historische und politische Artikel mit buddhistischem Einfluss. Des Weiteren beeinflusste er auch, während er seine eigene Artikelsammlung immer erweiterte, Studenten bei der Produktion eigener literarischer Arbeiten. Liangs Studenten waren unter anderem Xu Zhimo, ein renommierter moderner Poet, und Wang Li, Gründer der chinesischen Linguistik als moderner Wissenszweig und Lehrfach.

## Publikationen
- Überblick über die Wissenschaft in der Qing-Zeit (清代學術概論, 1920)
- Die Lehre des Moismus (墨子學案, 1921)
- Wissenschaftsgeschichte Chinas der letzten 300 Jahre (中國近三百年學術史, 1924)
- Geschichte der chinesischen Kultur(中國文化史, 1927)
- The Construction of New China
- Die Lehre Laozis (老子哲學)
- Geschichte des chinesischen Buddhismus(中國佛教史)
- Gesammelte Werke aus der Kammer des Eistrinkers 饮冰室合集. Shanghai: Zhonghua Shuju, 1936.
- Gesammelte Werke aus der Kammer des Eistrinkers 饮冰室合集 (全十二册). 4. Aufl. Beijing: Zhonghua Shuju, 2003. ISBN 7-101-00475-X / K.210

- Essaysammlungen von Buch 1 bis Buch 5:-- Originalausgaben 1–9
- Book 2: vol 10–19
- Book 3: vol 20–26
- Book 4: vol 27–37
- Book 5: vol 38–45

Monographische Sammlungen 6–12
- Book 6: vol 1–21
- Book 7: vol 22–29
- Book 8: vol 30–45
- Book 9: vol 46–72
- Book 10: vol 73–87
- Book 11: vol 88–95
- Book 12: vol 96–104

Gesamtausgaben/Gesammelte Werke
- Yinbingshi heji/zhuanji 飲冰室合集/專集 (Gesammelte Werke aus der Kammer des Eistrinkers). 40 Bde. Shanghai 上海: Zhonghua Shuju 中華書局, 1932.
- Yinbingshi wenji 飲冰室文集 (Gesammelte Werke aus der Kammer des Eistrinkers). 2 Bde. Taibei 臺北: Xinxing Shuju 新興書局, 1955.
- Yinbingshi wenji leibian 飲冰室文集類編 (Gesammelte Werke aus der Kammer des Eistrinkers in chronologischer Reihenfolge). Taibei 臺北: Huazheng Shuju 華正書局, 1974.
- Liang Qichao xuanji 梁啟超年選集 (Ausgewählte Werke Liang Qichaos). Hrsg. von Li Huaxing 李華興 und Wu Jiaxun 吳嘉勛. Shanghai 上海: Renmin Chubanshe 人民出版社, 1984.
- Liang Qichao quanji 梁啟超全集 (Sämtliche Schriften von Liang Qichao). Hrsg. von Zhang Dainian 張岱年, Dai Tu 戴兔, Wang Daocheng 王道成, Zhu Shuxin 朱述新 und Tao Xincheng 陶信成. 10 Bde. Beijing 北京: Beijing Chubanshe 北京出版社, 1983.
- Yichou chongbian Yinbingshi wenji 乙丑重編飲冰室文集 (Gesammelte Werke aus der Kammer des Eistrinkers, neu bearbeitet im Jahre Yichou [1925]). Hrsg. und bearbeitet (點校) von Wu Song 吳松 (u. a.). 6 Bde. Kunming 昆明: Yunnan Jiaoyu Chubanshe 雲南教育出版社, 2001.

Nianpu (Chroniken)
- Liang Qichao nianpu changbian 梁啟超年譜長編 (Chronik von Liang Qichao). Hrsg. von Ding Wenjiang 丁文江 und Zhao Fengtian 趙豐田. Shanghai 上海: Renmin Chubanshe 人民出版社, 1983.

Einzelne Werke in neuer Veröffentlichung
- Zhongguo jin sanbai nian xueshushi 中國近三百年學術史 (Wissenschaftsgeschichte Chinas der letzten 300 Jahre). Tianjin 天津: Tianjin Guji Chubanshe 天津古籍出版社, 2003.
- Qingdai xueshu gailun/Rujia zhexue 清代學術概論/儒家哲學 (Überblick über die Wissenschaft in der Qing-Zeit/Die konfuzianische Philosophie). Tianjin 天津: Tianjin Guji Chubanshe 天津古籍出版社, 2003.